# HD165777
HD165777 — хімічно пекулярна зоря спектрального класу A3, що має видиму зоряну величину в смузі V приблизно 3,7.
Вона  розташована на відстані близько 82,8 світлових років від Сонця.

## Фізичні характеристики
Зоря HD165777 обертається 
досить швидко 
навколо своєї осі. Проєкція її екваторіальної швидкості на промінь зору становить Vsin(i)= 65км/сек.